# Mokhtar Chouikha
Mokhtar Chouikha, né le 28 mars 1834 à Tunis et mort le 2 août 1910 à La Marsa, est un réformateur et magistrat tunisien.

## Biographie
Fils de Mohamed Chouikha, notaire renommé de la capitale, il poursuit des études classiques à la mosquée Zitouna où il reçoit l'enseignement de professeurs comme les cheikhs Ibn Abi Dhiaf ou Mahmoud Kabadou qui dira de lui dans l'un de ses poèmes, en parlant de l'intelligence de son élève, que « son fils El Mokhtar ne s'est pas contenté de la terre mais qu'il atteint l'Atlas où, voltigeant dans les cieux, il rivalisa avec le savoir d'Euclide ». Il y enseignera à son tour plusieurs années avant d'intégrer le grand vizirat. Grand érudit et savant, il excelle dans l'art de l'écriture qu'il pratique dans ses nouvelles fonctions : sa bibliothèque personnelle est alors très sollicitée à Tunis et à l'étranger d'où des émissaires de pays lointains viennent pour y emprunter des manuscrits.
Kheireddine Pacha fait appel à lui dès 1860 pour devenir l'un de ses deux secrétaires particuliers (bach kateb), à l'occasion de sa nomination en tant que président du Grand Conseil consultatif. Mokhtar Chouikha contribue alors au mouvement réformiste tunisien : suppression du trafic des charges, réduction de la charge fiscale, réglementation des tribunaux, réorganisation de l'enseignement traditionnel, création de la Djemaïa des habous et de la municipalité de Tunis en 1858, membre fondateur du futur Journal officiel de la République tunisienne en 1860, rédaction d'une constitution — la première du monde arabe — en 1861 ou encore fondation du Collège Sadiki en 1873.
Par ailleurs, il s'intéresse particulièrement au soufisme mystique avec Sidi Brahim Riahi et Abou Hassan al-Chadhili pour maîtres à penser. Marié à Dame Beya Bent Mohamed Ben Mami, qui donne naissance à quatre filles et deux garçons, il développe une forte amitié avec le premier imam-prédicateur de la mosquée Zitouna, le cheikh Sidi Hamda El Cherif, au point que les deux familles s'allient doublement, sa fille Lella Zohra épousant le fils de l'imam, le cheikh Zinelabidine El Cherif, et sa petite-fille Rafika épousant le second fils de l'imam, le cheikh Ibrahim Sirajeldine El Cherif.
Membre de la délégation officielle dépêchée en 1871 par Sadok Bey à Constantinople, présidée par Kheireddine Pacha et comprenant notamment Salem Bouhageb, il délaisse ses activités politiques après le départ définitif de Kheireddine Pacha de Tunisie en 1877.

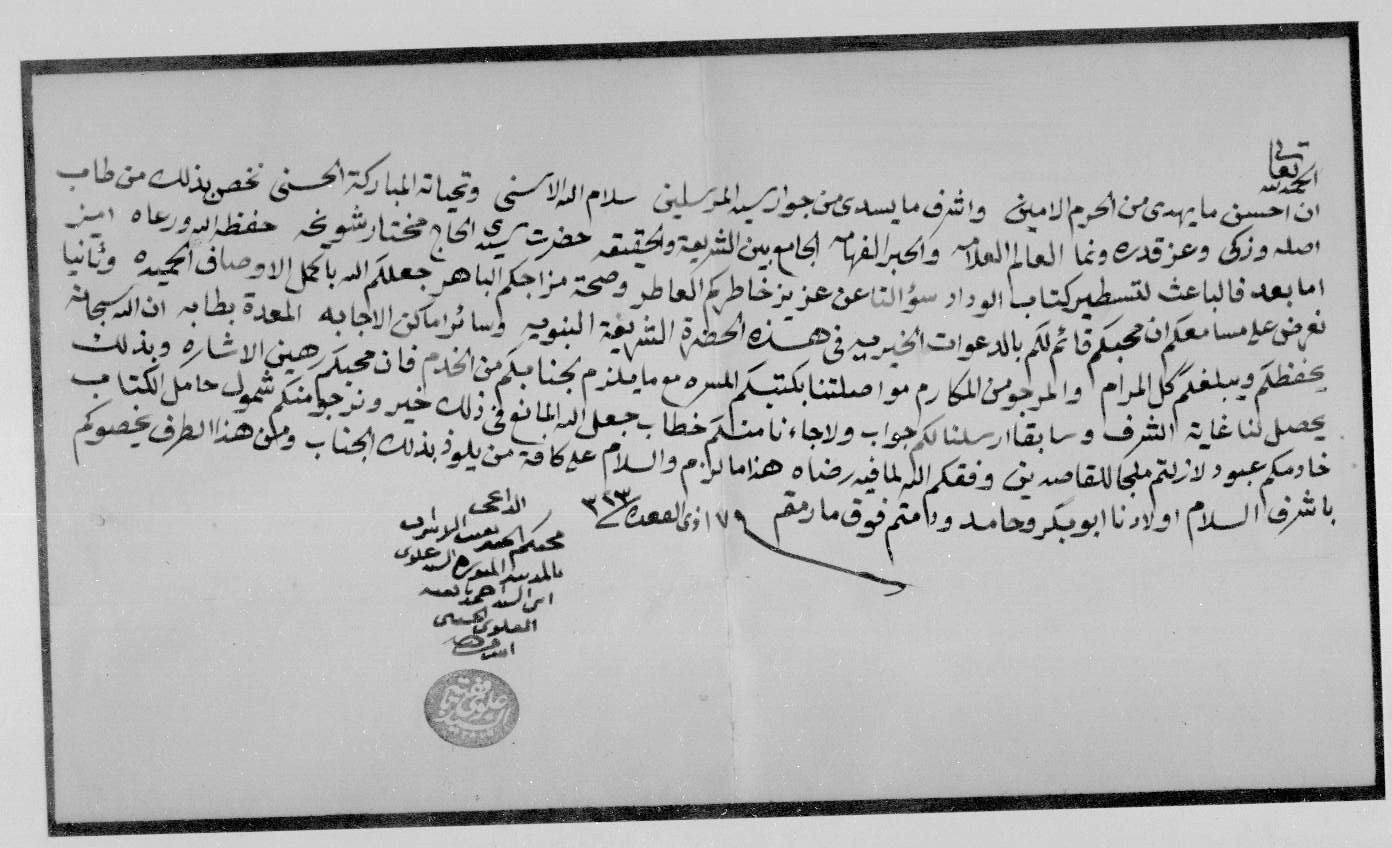
Lettre saoudienne remise à un émissaire venu emprunter des ouvrages à Chouikha (environ 1885).

C'est alors qu'il est nommé juge lors de la création du Tribunal mixte au début de l'année 1885. Dans ce tribunal, comprenant alors cinq juges français et trois juges tunisiens, il fait partie avec le cheikh Mohamed Ben Cheikh et Mahmoud Chamam de la première promotion de juges tunisiens.
À la suite d'un accident à la fin de sa vie, il perd l'usage de son bras droit mais reprend immédiatement la plume avec sa main gauche, sans que cela n'affecte la beauté de son écriture. Mokhtar Chouikha meurt à La Marsa le 2 août 1910 et se voit inhumé, ainsi que ses descendants, au carré des Cherif au cimetière du Djellaz.